# Unification
"Unification" var ett tvådelat avsnitt i säsong 5 ur serien Star Trek: The Next Generation. Avsnittet visades första gången i amerikansk TV 4 respektive 11 november 1991, där skådespelaren Leonard Nimoy gästskådespelar som sin karaktär Spock. Avsnittet fick Nielsen rating 15,4  och sågs av cirka 25 miljoner tittare, vilket gjorde den till ett av de mest sedda avsnitten av samtliga avsnitt under The Next Generations originalvisning.

## Handling

### Del 1
Amiral Brackett (Karen Hensel) informerar kapten Picard (Patrick Stewart) om att ambassadör Spock (Leonard Nimoy) har försvunnit och misstänks för att jobba med en politisk grupp mot Federationens principer. Picard beordrar Enterprise att resa till Vulcan för att tala med Spocks sjuka far Sarek (Mark Lenard), som Picard har ett nära band till ("Sarek"). Sarek ger Picard namnet Pardek (Malachi Throne), som är en romulansk senator som han vet att Spock har fört fredssamtal med och förser dem med en beskrivning av Pardeks utseende.
Då Picard misstänker att Spock är på Romulus, tar han Enterprise till Qo'noS för att prata med klingonkanslern Gowron. Gowron ignorerar till en början Picards förfrågan, men efter att Picard poängterar att andra klingonska familjer erbjuder stöd och genom det får politiskt inflytande, tillåter Gowron ett möte. Picard förklarar situationen och lyckas att säkra en resa på en klingonsk Bird of Prey för att ta sig in på romulanskt territorium. Han och örlogskapten Data (Brent Spiner) förses med proteser för att förklä sig själva till romulaner innan de lämnar Enterprise. På väg till det romulanska territoriet får de reda på att Sarek har avlidit. Picard anser då att uppdraget har blivit mer än att bara hitta Spock, då de även måste delge honom beskedet om att hans far har dött.
Enterprise och dess besättning finner vraket av det Vulcanska skeppet T'Pau, som trotts ha tagits ur tjänst flera år tidigare. Skeppet anges vara försvunnen från en överskottsdepå vid Qualor Two, trots att uppgifterna säger att den fortfarande är vid depån. De upptäcker ett tungt beväpnat skepp i närheten. När skeppet sedan försöker att röra sig därifrån, skjuter Enterprise ett varningsskott mot det men då exploderar det.
På Romulus hittar Picard och Data platsen där informationen sade att Pardek togs till, vilket Data fastställer är en underrättelsebyråbyggnad. De väntar i närheten tills Pardek anländer, men när de konfronterar honom möts de av soldater och förs till en underjordisk grotta. Pardek anländer senare till grottan och välkomnar dem till Romulus, åtföljd av en annan skepnad, ambassadör Spock.

### Del 2
Efter att ha hälsat på Spock informerar Picard honom om Federationens oro över hans "cowboydiplomati" som han håller på med, samt om Sareks död. Spock tar nyheten om sin fars död stoiskt och förklarar sedan att när han var ambassadör hos klingonerna, kände han sig personligen ansvarig för att utsätta kapten Kirk och hans besättning för inför en riskabel situation (Star Trek VI: The Undiscovered Country). Genom att arbeta ensam för att undvika samma problem, försöker Spock nu att återförena vulcanerna och romulanerna med varandra. Han fortsätter att förklara att han har jobbat på en gräsrotskampanj tillsammans med ett flertal medlemmar av en underjordisk organisation för att sprida den idén genom höga nivåer av den romulanska regeringen och tror att de är redo för att acceptera förslaget. Picard uttrycker sin oro att romulanernas vilja kan vara en del av en större knep. Spock samtycker, men poängterar även att om en större plan är på gång, är det bäst att de fortsätter att spela ut sin roll i den för att avslöja den.
Samtidigt, beordrar Riker Enterprise att söka upp änkan till det förstörda skeppets pilot, i hopp om att få mer information om dennes motiv. Riker hittar henne som musiker i en dykbar och efter en stunds konversation med lite charmande, lyckas han ta reda på att piloten har en partner, en ferengi som är en stamkund vid baren. Efter en stunds väntande, upptäcker de ferengin och övertygar honom att avslöja vad som hände med T'Pau. Han informerar dem om att de tog delarna till Galorndon Core, en sektor i närheten den romulanska Neutrala Zonen.
Picard tar kontakt med Riker för att byta information och de är överens om att stölden av T'Pau skedde samtidigt som Spocks återföreningsförsök. Picard beordrar Riker att resa till Galorndon Core för att undersöka detta närmare. Samtidigt, upptäcker Data en romulansk signal från Galorndon Core, men den enda delen av meddelandet han kan upptäcka är siffrorna "1-4-0-0". Spock konstaterar det som 1400 timmar, tiden då den romulanske prokonsulen förväntas leverera meddelandet om återföreningen till sitt folk. Plötsligt omringas gruppen av romulanska vakter under ledning av Sela (Denise Crosby) och Pardek. På hennes kontor, förklarar Sela att de inte bara har stulit skeppet T'Pau, utan även två andra vulcanska skepp, då de planerar att fylla dem med romulanska soldater förklätt som en återföreningsuppdrag för att attackera Vulcan. För att bibehålla skenet har hon planerat att använda ambassadör Spock för att leverera ett sändningsmeddelande på den lugna avsikten av dessa skepp, men när hon nu vet att Spock skulle vägra, har hon lyckats med att skapa en holografisk kopia av honom som levererar denna information. När Sela går därifrån, lyckas Data omprogrammera hologramgeneratorn för att lura vakterna och övermanna Sela och gör henne medvetslös. De letar sedan efter ett sätt att varna Federationen om avsikten med de vulcanska skeppen.
Samtidigt har Enterprise anlänt till Galorndon Core, där de upptäcker de tre vulcanska skeppen. Eftersom fartygen börjar röra sig mot Vulcan, lyckas Enterprise att blockera deras färdväg när de plötsligt tar emot en medicinsk nödsignal - en distraktion som skapats av Sela som en del av hennes plan. Samtidigt som Riker begär skeppet till sin källa, mottar de en signal från Romulus, där ambassadör Spock avslöjar den sanna identiteten av de tre skeppen. Samtidigt som Enterprise ser detta, dyker en Romulan Warbird upp ur tomma intet och förstör skeppen, för att sedan försvinna igen. Riker misstänker att romulanerna hellre dödar sina egna än att låta dem fångas av Federationen.
På Romulus tar Data och Picard farväl av Spock. Ambassadören är inriktad på sitt mål och inser att det inte kan uppnås genom diplomati eller politik. Picard erbjuder Spock chansen att röra vid vad Sarek delade med sig till honom och, när scenen går mot sitt slut, genomgår de båda en mind-meld och ambassadör Spock gråter försiktigt.

## Bakgrund
Avsnittet sändes veckorna innan premiären av filmen Star Trek VI: The Undiscovered Country. Spock refererar till händelserna i filmen när han frågar Picard om han känner till hans roll i första fredsnärmandena till klingonerna. Picard är medveten om den allmänna historiken om Spocks roll, men inte den hela historien. Spock sade att han tvingade kapten Kirk att acceptera uppdraget och att han kände sig ansvarig för vad som hände Kirk och hans besättning. Den här gången ville Spock endast riskera sitt eget liv, vilket är anledningen att han tog sig till Romulus på egen hand.
Leonard Nimoy, som hade varit en exekutiv producent för filmen Star Trek VI: The Undiscovered Country, tog emot ett mindre gage för att återkomma till rollen som Spock för detta avsnitt.

## Trivia
- Det här avsnittet är ett av fyra avsnitt där en av originalseriens skådespelare återkom till sina roller i The Next Generation. De tre övriga är "Encounter at Farpoint" (DeForest Kelley), "Sarek" (Mark Lenard) och "Relics" (James Doohan).

- När Spock, Picard och Data flyr från rummet efter att slagit Sela medvetslös, kan en spegelbild av medlem av produktionsteamet som tuggar tuggummi tydligt ses som en reflektion av ett prydnadsobjekt på bordet.

- Avsnittet dedikerades till Gene Roddenberry, som hade avlidit kort innan det sändes. Det var även Mark Lenards sista framträdande som Spocks far Sarek. Lenard avled fem år senare vid 72 års ålder till följd av myelom.

## Produktion
Del 2 filmades först för att rymma Leonard Nimoys (Spock) schema. Spock sågs endast i några sekunder i början och i slutet av del 1.
Del 2 innebar även den fjärde (femte totalt) och sista framträdandet för Sela.